# Ritmikus gimnasztika

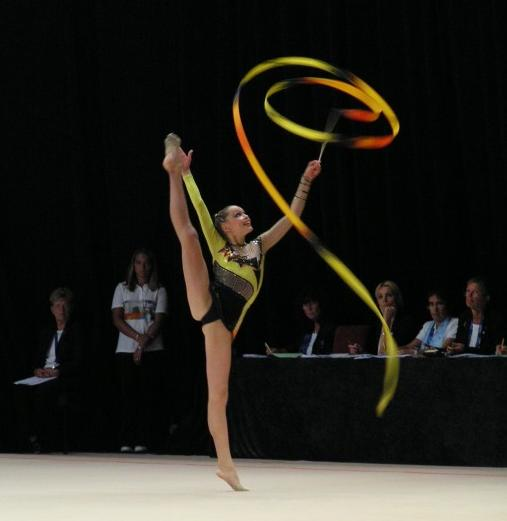
Dominika Červenková (2005)

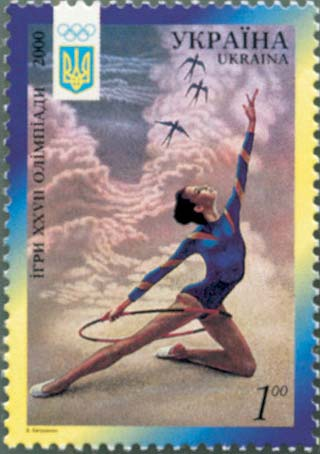

A ritmikus gimnasztika vagy röviden RG (régebben ritmikus sportgimnasztika vagy röviden RSG) egy pontozásos női versenysport. A balett, a torna és a tánc összevonása figyelhető meg benne. A versenyzők egyénileg vagy csapatban mérettetik meg magukat, és öt kéziszerrel dolgoznak, ezek a karika, a kötél, a labda, a szalag és a buzogány. A négyéves ciklusban aktív szereket az olimpia évében, szabályzati módosítással együtt teszi közzé a Nemzetközi Tornaszövetség, egyéniben az öt szerből szezononként egy kiesik, csapat gyakorlatok esetében egy azonos szerekből álló és egy kombinált szerekkel végre hajtott gyakorlat a kritérium.
A sportágban megadott elemeket egy 75-90 másodperces (csapat gyakorlat esetében 2,15-2,30 perces) gyakorlatba kell belekomponálni, amit zenére kell elvégezni. A gyakorlatokat 13x13 m nagyságú versenyterületen kell bemutatni. Elemfajták: hajlékonyság, ugrás, forgás, egyensúly. Emellett létezik még egy szabadgyakorlat is, amelyet kéziszer használata nélkül mutatnak be, a sportág e gyakorlat típusát kisgyermek, gyermek korosztályoknál alkalmazzák, ill. idősebb korosztályok esetén gála (bemutató) gyakorlat formájában jelenik meg.
Az egyéni versenyzők egyszerre egy kéziszerrel szerepelhetnek. A győztes az, aki a legmagasabb pontszámot éri el a zsűri értékelése alapján. Minden zsűri a bírók három csoportjából áll: technika vagy nehézség (Difficulty), művészi (Artistic) és kiviteli (Execution). A sport irányító testülete a Nemzetközi Tornaszövetség (Fédération Internationale de Gymnastique).
Jelenleg a hazai ritmikus gimnasztika 3 kategóriára osztja a versenyzőket: A, B és heti két edzést engedélyező C kategóriára. A sportág értékelése során, a versenyzők szerenkénti és összetett eredményét is értékelik, külön kihirdetésre kerül.
A sportág legjobbjai az orosz, az ukrán és a belarusz versenyzők.